# Mukama
Mukama (Kinyarwanda Umurenge wa Mukama) ist ein Sektor des Distrikts Nyagatare im Norden der Ostprovinz von Ruanda.

## Geographie
Der Sektor Mukama hat eine Fläche von 64,3 km². Er setzt sich aus den sechs Zellen Bufunda, Gatete, Gihengeri, Gishororo, Kagina und Rugarama zusammen. Nachbarsektoren sind im Norden Gatunda, im Nordosten Rukomo, im Osten Mimuri, im Südosten Nyagihanga, im Süden Bwisige, im Südwesten Rushaki und im Nordwesten Kiyombe.

## Bevölkerung
Nach Stand der Volkszählung von 2022 liegt die Einwohnerzahl bei 25.659. Zehn Jahre zuvor waren es 21.679, was einem jährlichen Bevölkerungszuwachs von 1,7 Prozent zwischen 2012 und 2022 entspricht.